# Armen Bagdasarov
Armen Bagdasarov (uzbecky Armen Bagdasarov), (arménsky Արմէն Բաղդասարյան), (* 31. července 1972 v Taškentu, Sovětský svaz) je bývalý uzbecký zápasník – judista arménského původu, stříbrný olympijský medailista z roku 1996.

## Sportovní kariéra
S judem začínal v Taškentu pod vedením Vladimira Pjatajeva. V roce 1996 zaznamenal na olympijských hrách v Atlantě životní úspěch postupem do finále. Ve finále nestačil na Korejce Čon Ki-jonga a získal stříbrnou olympijskou medaili. V dalších letech, mimo asijský kontinent na tento úspěch nenavázal. Na olympijských hrách v Sydney v roce 2000 skončil v prvním kole. Sportovní kariéru ukončil po sezoně 2001. Věnuje se trenérské a funkcionářské práci.

### Vítězství
- 1994 - 1x světový pohár (Moskva)
- 1995 - 1x světový pohár (Moskva)

## Výsledky
| Olympijské hry    | —  |    |   |     | 2. |     |    |     | úč. |     |  |  |
| Mistrovství světa |    | 5. |   | úč. |    | úč. |    | úč. |     | úč. |  |  |
| Asijské hry       |    |    | ? |     |    |     | 2. |     |     |     |  |  |
| Mistrovství Asie  |    | ?  |   | 3.  | 1. | ?   |    | 1.  | 3.  | —   |  |  |
| ME juniorů        | 3. |    |   |     |    |     |    |     |     |     |  |  |